# Consistório Ordinário Público de 1852

## Cardeais Eleitores
| Nº                 | País               | Nome                              | Idade              | Cargo                        | Título ou Diaconia                                         |
| Cardeais eleitores | Cardeais eleitores | Cardeais eleitores                | Cardeais eleitores | Cardeais eleitores           | Cardeais eleitores                                         |
| ------------------ | ------------------ | --------------------------------- | ------------------ | ---------------------------- | ---------------------------------------------------------- |
| 1                  | Itália             | Domenico Lucciardi                | 55                 | Arcebispo de Senigália       | Cardeal-presbítero de São Clemente                         |
| 2                  | França             | Ferdinand-François-Auguste Donnet | 56                 | Arcebispo da Bordeaux        | Cardeal-presbítero de Santa Maria em Via                   |
| 3                  | Itália             | Gerolamo Marquese d'Andrea        | 39                 | Arcebispo de Nova Iorque     | Cardeal-presbítero de Santa Inês Fora das Muralhas         |
| 4                  | Itália             | Carlo Luigi Morichini             | 46                 |                              | Cardeal-presbítero de Santo Onofre                         |
| In Pectore         |                    |                                   |                    |                              |                                                            |
| 5                  | Itália             | Michele Viale-Prelà               | 53                 | Núncio apostólico na Áustria | Revelado no Primeiro Consistório Ordinário Público de 1853 |
| 6                  | Itália             | Giovanni Brunelli                 | 56                 | Núncio apostólico na Espanha | Revelado no Primeiro Consistório Ordinário Público de 1853 |